# Mauern
Mauern ist eine Gemeinde im Nordosten des oberbayerischen Landkreises Freising. Sie ist Sitz der Verwaltungsgemeinschaft Mauern.

## Geographie

### Lage
Die Gemeinde liegt in einem Seitental der Amper. im Nordosten des Landkreises Freising in Oberbayern am Hörgertshausener und Mauerner Bach. Sie wird auch das „Tor zur Hallertau“ genannt. Die Gemeinde liegt zwischen Moosburg und Nandlstadt. Die erste urkundliche Erwähnung findet sich 899. Bis zu den archäologischen Funden galt Mauern in vorgeschichtlicher Zeit urwaldartige Region. Heute steht, nach einer Vielzahl von Grabungen im Gemeindegebiet fest: Der Ort weist eine lückenlose Siedlungsgeschichte, von der Bandkeramik bis in die Neuzeit auf.

## Jungsteinzeit

### Bandkeramik
Die Besiedelung Mauerns setze mit der Bandkeramik ein. Eine bedeutende Siedlung findet sich im Ortsteil Wollersdorfer Feld. Hier konnte ein zusammenhängendes Siedlungsareal ergraben werden. Neben zahlreichen Gruben, Feuerstellen und Hausgrundrissen findet sich auch Einzelfunde. Herausragend sind Reste von Keramik mit plastischer Verzierung. Ein antrophomorpher Schalenfuß konnte ebenso geborgen werden wie ein bandkeramisches Idol. Bestattungen der Bandkeramik fehlen im Gemeindebereich.

### Stichbandkeramik und Oberlauterbacher Gruppe
Auch die Stichbandkeramik und die Oberlauterbacher Kultur warten mit Fundplätzen auf. Die beutend sind Siedlungsbefunde Alpersdorf, Pfarracker und Wollersdorfer Feld. Dazu gehört ein kompletter Stichbandkeramischer Hausgrundriss, mit Kellergrube und Lehmentnahmegruben. Der Gebäudekomplex wurde nicht durch Folgekulturen gestört. Das Haus ist einem Brand zum Opfer gefallen, was stark verkohlte Pfostenlöcher zeigen. Große Mengen an Feuersteinresten weisen Gruben im Wollersdorfer Feld auf. Dies deutet auf eine Produktionsstätte. Bemerkenswert ist die Vergesellschaftung von Funden der Band- und der Stichbandkeramik, teilweise in derselben Grube. Die Häuser liegen größtenteils am Rande der bandkeramischen Siedlung, wodurch der Schluss nahe liegt, dass die Gebäude beim Bau der Folgesiedlung noch standen - zumindest sichtbar waren. Möglicherweise zeigt sich hier ein fliessender Kulturübergang. Die dritte Fundstelle bildet der Pfarracker im Ortskern. Hier konnten mehrere Gruben der Stichbandkeramik aufgedeckt werden, wobei ein Stück Mährisch Bemaltkeramische Kultur (MBK) einen herausragenden Einzelfund darstellt. Lesefunde der Stichbandkeramik und der Oberlauterbacher Gruppe liegen noch von Äckern Richtung Niederndorf/Wang und Altfalterbach vor, was ein Siedlungsband entlang des Mauerner Baches nahelegt. Wie bei der Stichbandkeramik fehlen auch  Bestattungen.

### Münchshöfener Kultur
Auch die nachfolgende Münchshöfener Kultur wartet mit Funden auf. Ergrabene Siedlungsbefunde liegen aus Alpersdorf, Wollersdorfer Feld und Niederndorf vor. Die Zeitstellung wartet in Mauern mit idealtypischen Befundmustern und Funden auf. Große formlose Gruben finden sich in Alpersdorf und am Wollersdorfer Feld. Hier konnten die typischen birnenförmigen Vorratsgruben entdeckt werden. Das Keramikmaterial besticht mit hoher Qualität. Ein Schöpfbecher vom Wollersdorfer Feld und eine Flasche von Alpersdorf stellen Ausnahmen dar. Im Wollersdorfer Feld wurde neben einigen Skelettfragmenten ein komplettes Vorratsgefäß deponiert.  

### Michelsberger Kultur
In einer Grube in Alpersdorf wurde ein typisches Gefäß der Michelsberger Kultur die etwa parallel zur Münchshöfener Kultur angesiedelt ist entdeckt. Da Siedlungsbefunde fehlen ist die Einordnung des Fundes schwierig.

## Bronzezeit
Siedlungsbefunde der Bronzezeit sind in Alpersdorf, Niederndorf und am Pfarracker vorhanden. Am Pfarracker und in Niederndorf sind nur einzelne Gruben zu Tage getreten, wobei ein Warzenbecher der Urnenfelderzeit vom Pfarracker bei der Keramik hervorsticht. In Alpersdorf fanden sich über die kompletten Grabungsflächen verteilt Siedlungsreste. Neben Gebrauchskeramik, Knochen und Werkzeugen fand sich ein Riesengefäß der Frühbronzezeit von etwa 1,0 Meter Durchmesser. Es war mit Keramik, gefüllt die Spuren von Sekundärbrand aufwies. Die wahrscheinlichste Erklärung für den Befund ist ein Opferkult.

### Hallstattzeit
Die Hallstattzeit ist spärlich vertreten. Einzig Urnenbestattungen sind im Wollersdorfer Feld entdeckt worden. 

## Eisenzeit

### Römische Kaiserzeit
An der Villa rustica bei Niederndorf wurden eine kleine Therme und eine Darre ausgegraben. Die Therme hatte eine Fußbodenheizung und war in die typischen Räume unterteilt. Im Heizschacht des Praefurniums konnten Metallgegenstände festgestellt werden, die wohl während Alemannenplünderungen deponiert, aber nicht abgeholt wurden. Die Ortsbezeichnung Mauern ("ad murun") könnte römischen UrsprungS sein so ist ein Fund römischer Ziegel in Alpersdorf von 2007 nicht verwunderlich. Hier wurden mehrere römische Hohlziegel in einer Grube, deponiert. Eine nahe Villa rustica ist sehr wahrscheinlich. Die Funde legen nahe, dass von Moosburg über Mauern in Richtung Norden eine Römerstraße bestand.

## Frühmittelalter
Weitere Funde stammen aus dem Frühmittelalter. In Alpersdorf konnten Siedlungsbefunde aufgedeckt werden. Hervorzuheben ist zurückgelassener Schmuck aus dem Grab einer Awarin. Der Schmuck besteht aus einem Goldring, mehreren Messern sowie Riemenzungen und einem silbernen Trompetenarmreif. In der Siedlung fanden sich zudem eine Fleischwaage und ein Spielstein aus Horn.

## Gemeindegliederung
Die Gemeinde hat 32 Gemeindeteile (in Klammern ist der Siedlungstyp angegeben):
- Alpersdorf (Weiler) 48° 30′ 39″ N, 11° 54′ 10″ O
- Bergmühle (Einöde) 48° 31′ 12″ N, 11° 52′ 50″ O
- Beselmühle (Einöde) 48° 30′ 31″ N, 11° 54′ 3″ O
- Besenried (Einöde) 48° 33′ 26″ N, 11° 54′ 19″ O
- Dürnseiboldsdorf (Weiler mit Kirche) 48° 31′ 16″ N, 11° 55′ 32″ O
- Enghausen (Kirchdorf) 48° 32′ 19″ N, 11° 54′ 22″ O
- Freundsbach (Weiler) 48° 30′ 36″ N, 11° 55′ 49″ O
- Gandorf (Einöde) 48° 30′ 22″ N, 11° 53′ 30″ O
- Geiting (Einöde) 48° 32′ 39″ N, 11° 54′ 23″ O
- Grub (Einöde) 48° 33′ 39″ N, 11° 53′ 55″ O
- Hanslmühle (Einöde) 48° 30′ 13″ N, 11° 55′ 0″ O
- Hartshausen (Einöde) 48° 31′ 43″ N, 11° 54′ 2″ O
- Hintermeier (Einöde) 48° 33′ 20″ N, 11° 53′ 6″ O
- Hörgersdorf (Dorf) 48° 29′ 54″ N, 11° 54′ 11″ O
- Hufnagelreuth (Einöde) 48° 33′ 41″ N, 11° 54′ 19″ O
- Kleidorf (Weiler) 48° 31′ 3″ N, 11° 52′ 21″ O
- Kronwinkl (Einöde) 48° 30′ 11″ N, 11° 53′ 51″ O
- Mauern (Pfarrdorf)
- Mönchsberg (Einöde) 48° 31′ 30″ N, 11° 51′ 29″ O
- Niederndorf (Weiler) 48° 30′ 26″ N, 11° 54′ 47″ O
- Nußberg (Einöde) 48° 33′ 18″ N, 11° 53′ 47″ O
- Oberndorf (Einöde) 48° 32′ 51″ N, 11° 53′ 58″ O
- Riedlmühle (Einöde) 48° 30′ 18″ N, 11° 54′ 37″ O
- Scheckenhofen (Weiler mit Kirche) 48° 30′ 18″ N, 11° 54′ 37″ O
- Schwarzberg (Einöde) 48° 30′ 10″ N, 11° 53′ 15″ O
- Schwarzersdorf (Kirchdorf) 48° 31′ 45″ N, 11° 55′ 1″ O
- Thal (Weiler) 48° 31′ 1″ N, 11° 52′ 48″ O
- Vordermeier (Einöde) 48° 33′ 14″ N, 11° 53′ 11″ O
- Waldruh (Siedlung) 48° 30′ 38″ N, 11° 53′ 36″ O
- Wildenreuth (Einöde) 48° 33′ 59″ N, 11° 54′ 31″ O
- Wölflmühle (Einöde) 48° 31′ 18″ N, 11° 52′ 8″ O
- Wollersdorf (Dorf) 48° 31′ 16″ N, 11° 52′ 51″ O

## Geschichte

### Bis zur Gemeindegründung
Durch archäologische Grabungen des Archäologischen Vereins im Landkreis Freising wurde festgestellt, dass Mauern bereits vor etwa 7500 Jahren besiedelt wurde und seither fast durchgehend eine rege Besiedlung aufweist. So fand man das 6000 Jahre alte Hundeskelett von Mauern die Überreste einer römischen Villa Rustica in Niederndorf und das Grab eines bajuwarischen Kriegers aus dem Ende des siebten Jahrhunderts mit einer sogenannten Spatha bei Alpersdorf. Bei Bauarbeiten im Schloss wurden 2009 Pfostenspuren eines Vorgängerbaus entdeckt, der etwa aus dem Jahr 1000 nach Chr. stammt.
Der Ort Mauern wurde im Jahre 899 erstmals urkundlich erwähnt und war Sitz einer Hofmark, die im Laufe der Zeit im Besitz zahlreicher Adelsgeschlechter war und dem Landgericht Moosburg und dem Rentamt Landshut unterstand. Von 1544 bis 1585 übten die Kuttenauer die Hofmarkgerechtigkeit aus. Deren Nachfolger waren von 1585 bis 1641 die Preysing. 1692 wurde die Hofmark von Johann Georg, Graf von Seiboldsdorf, erworben und keine einhundert Jahre später durch die Misswirtschaft seiner Nachfahren versteigert. Darauf folgten die Familien der Reichsgrafen Basselet von La Rosée und von Ostini.
Das Amt Mauern war als Schergenamt bis Anfang des 19. Jahrhunderts ein wichtiger Verwaltungssitz des Landgerichts Moosburg. Es war für die Obmannschaften Volkmannsdorferau, Schwarzersdorf, Reichertshausen, Pörnbach, Amper, Sollern-Inkofen, Neumühl, Alpersdorf, Inzkofen, Holzdobl, Altfalterbach, Reichersdorf, Gammelsdorf, Schergenöd, Enghausen, Kleinmünchen, Martinszell, Bachhorn und Niederambach zuständig.

### 19. bis 21. Jahrhundert
Mauern bildete im Zuge der Verwaltungsreformen in Bayern zu Beginn des 19. Jahrhunderts einen eigenen Steuerdistrikt und erlangte mit dem Gemeindeedikt von 1818 gewisse Selbstverwaltungsrechte. Die 1818 gebildeten Patrimonialgerichte II. Klasse Hagsdorf, Hörgertshausen, Mauern, Tegernbach und Thulbach wurden 1841 unter der Familie von Hofstetten zu einem gemeinsamen Patrimonialgericht II. Klasse unter der Benennung „Patrimonialgericht Mauern“ zusammengeschlossen. Im Jahr 1848 wurden die letzten Reste der Adelsherrschaft aufgehoben. 1871 wurde das erste Kriegerdenkmal Bayerns in Mauern errichtet. Für die Verwaltungsgemeinschaft in Mauern wurde 1980 das heutige "Alte" Rathaus errichtet. Der letzte Besitzer des Schlosses in Mauern, Graf von Moy, hat im Jahre 2001 das Schloss an die Gemeinde Mauern verkauft, die das anschließend renovierte Gebäude seit 2009 als Rathaus für die Verwaltungsgemeinschaft nutzt.

### Eingemeindungen
Im Zuge der Gebietsreform in Bayern wurde am 1. Januar 1971 ein Teil der aufgelösten Gemeinde Reichersdorf eingegliedert. Am 1. April 1971 kamen Gebietsteile von Schweinersdorf hinzu. Schließlich kamen am 1. Mai 1978 noch Teile der aufgelösten Gemeinden Enghausen und Margarethenried hinzu. Die Verwaltungsgemeinschaft Mauern wurde ebenfalls zum 1. Mai 1978 gegründet.

### Einwohnerentwicklung
Zwischen 1988 und 2018 wuchs die Gemeinde von 1987 auf 3077 um 1090 Einwohner bzw. um 54,9 %.

## Politik

### Bürgermeister und Gemeinderat
Der Gemeinderat besteht nach den Kommunalwahlen in Bayern 2020 aus 16 Gemeinderäten (8 Freie Wähler, 8 CSU) und dem 1. Bürgermeister Georg Krojer (FW), der 2014 Nachfolger des langjährigen Bürgermeisters Alfons Kipfelsberger (CSU) wurde.

### Wappen
| Wappen Gde. Mauern | Blasonierung: „In Rot eine silberne Doppelzinne, darüber eine schwebende, liegende goldene Raute.“ |
| Wappen Gde. Mauern | Wappenbegründung: Das Gemeindewappen vereint die Familienwappen zweier Geschlechter, die über längere Zeit die Hofmark Mauern besaßen, und repräsentiert damit die Geschichte der Gemeinde als Adelshofmark. Die schwebende Raute stammt aus dem Wappen der Kuttenauer, die von 1544 bis 1585 die Hofmark ausübten. Deren Nachfolger waren von 1585 bis 1641 die Preysing, deren heraldisches Kennzeichen eine silberne Doppelzinne in rotem Feld war. Die Wappenführung besteht seit 1979 auf Grundlage eines Beschlusses des Gemeinderates und Zustimmung der Regierung von Oberbayern. |

## Verkehr
Es besteht eine ÖPNV-Anbindung mit den MVV-Buslinien 501, 682 und 683 nach Moosburg (Zugverbindung nach Freising und München bzw. Landshut) sowie nach Mainburg.

## Sehenswürdigkeiten
- Katholische Pfarrkirche St. Johannes der Täufer[12]
- Hofmark-Schloss Mauern, jetzt Rathaus
- Kirche Enghausen mit Enghauser Kruzifix, das in den Jahren 890 bis 900 entstanden ist. Man nimmt an, dass das Kruzifix aus dem ehemaligen Benediktinerkloster im nahe gelegenen Moosburg stammt, das im 9. Jahrhundert in großer Blüte stand.
- Skilift bei der Hanslmühle: 1965 ging hier der erste Doppelmayr-Schlepplift Deutschlands in Betrieb.

Ein historischer Wanderweg in der Gemeinde erinnert an historische Ereignisse und führt an zahlreichen Bodendenkmälern vorbei.

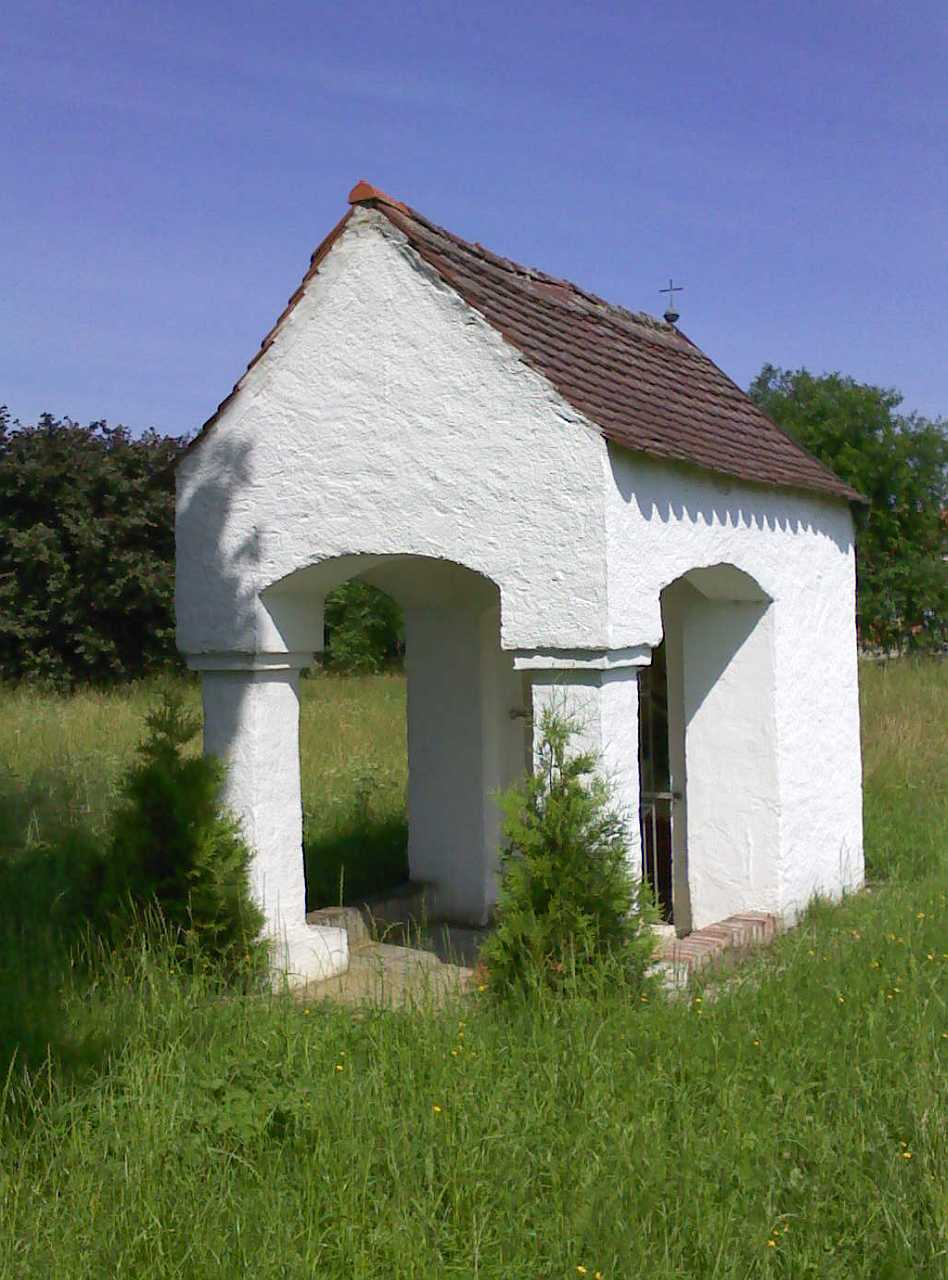
Kapelle in Alpersdorf
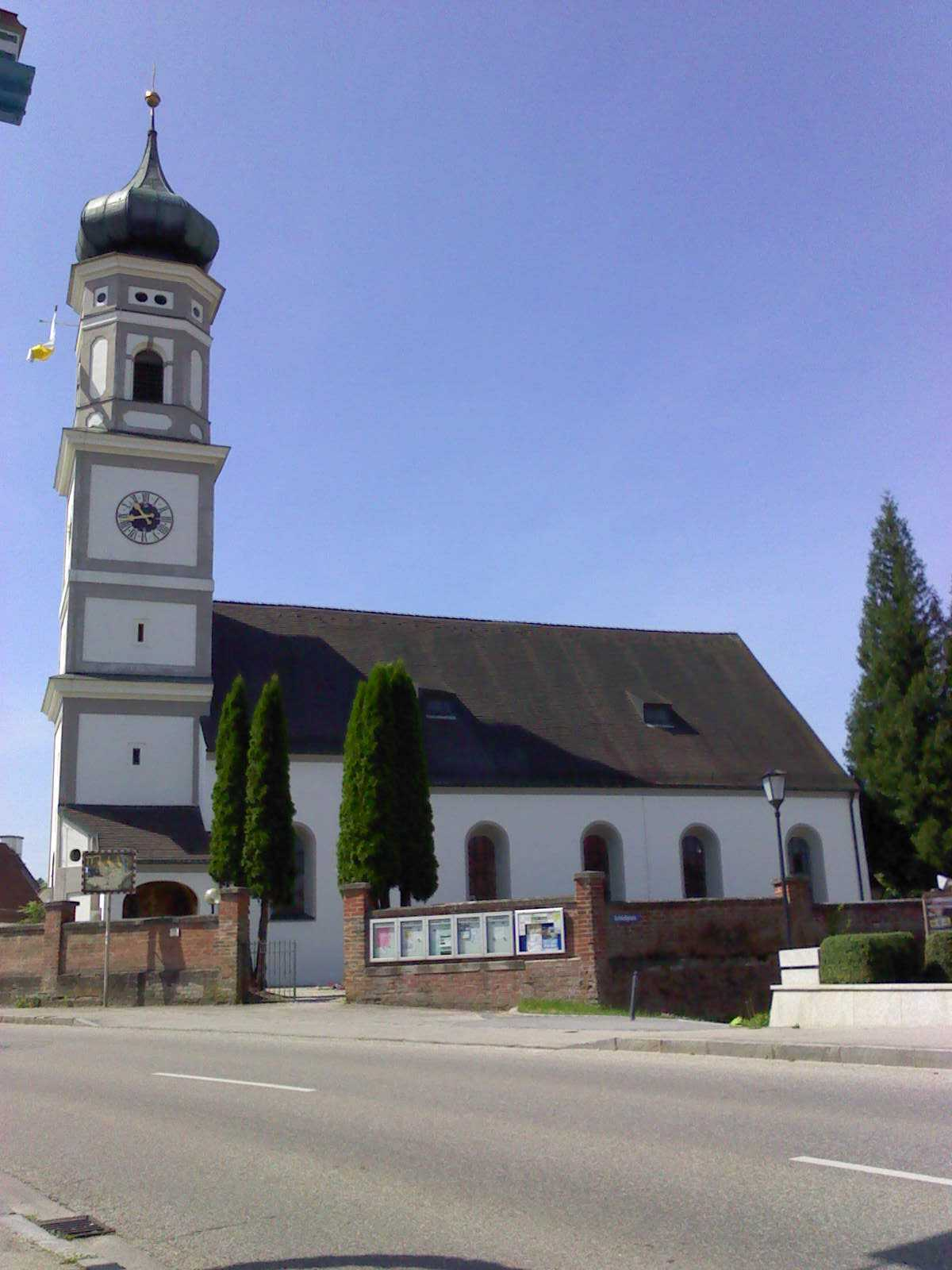
Katholische Pfarrkirche
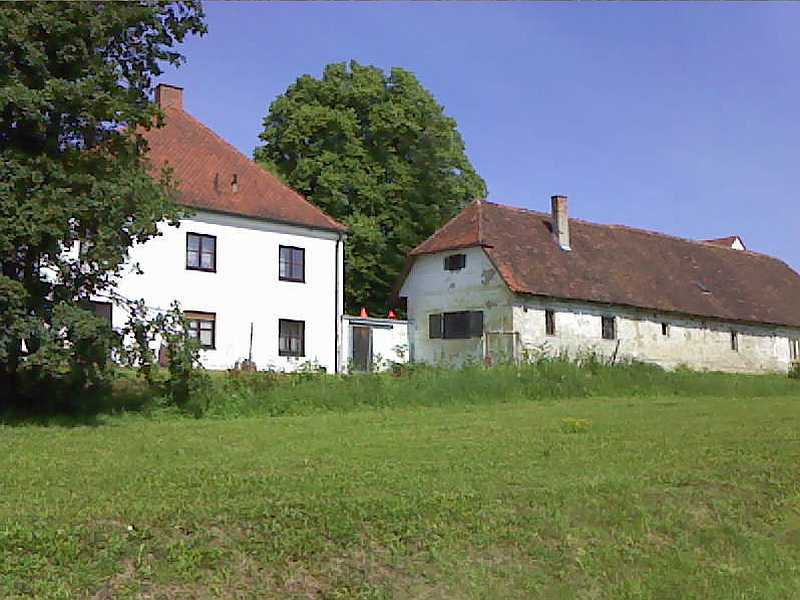
Pfarrhof
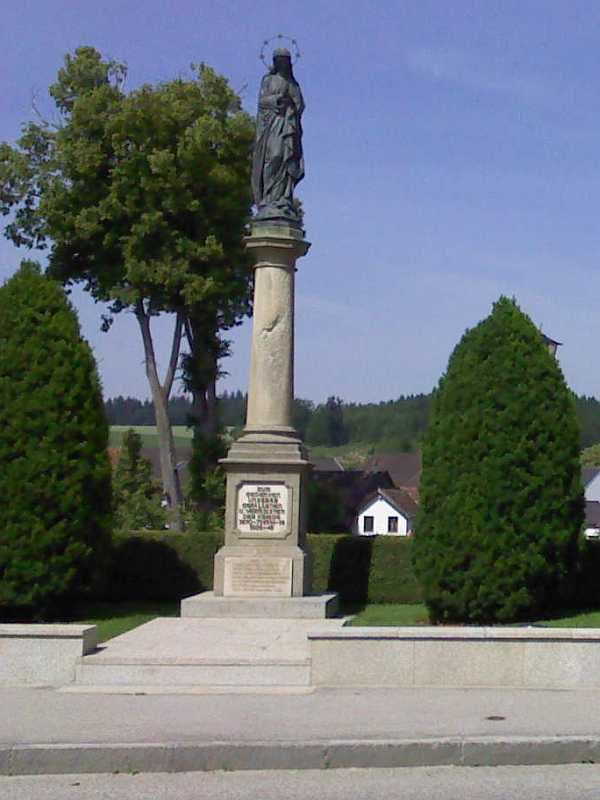
Mariensäule (1. Kriegerdenkmal Bayerns)
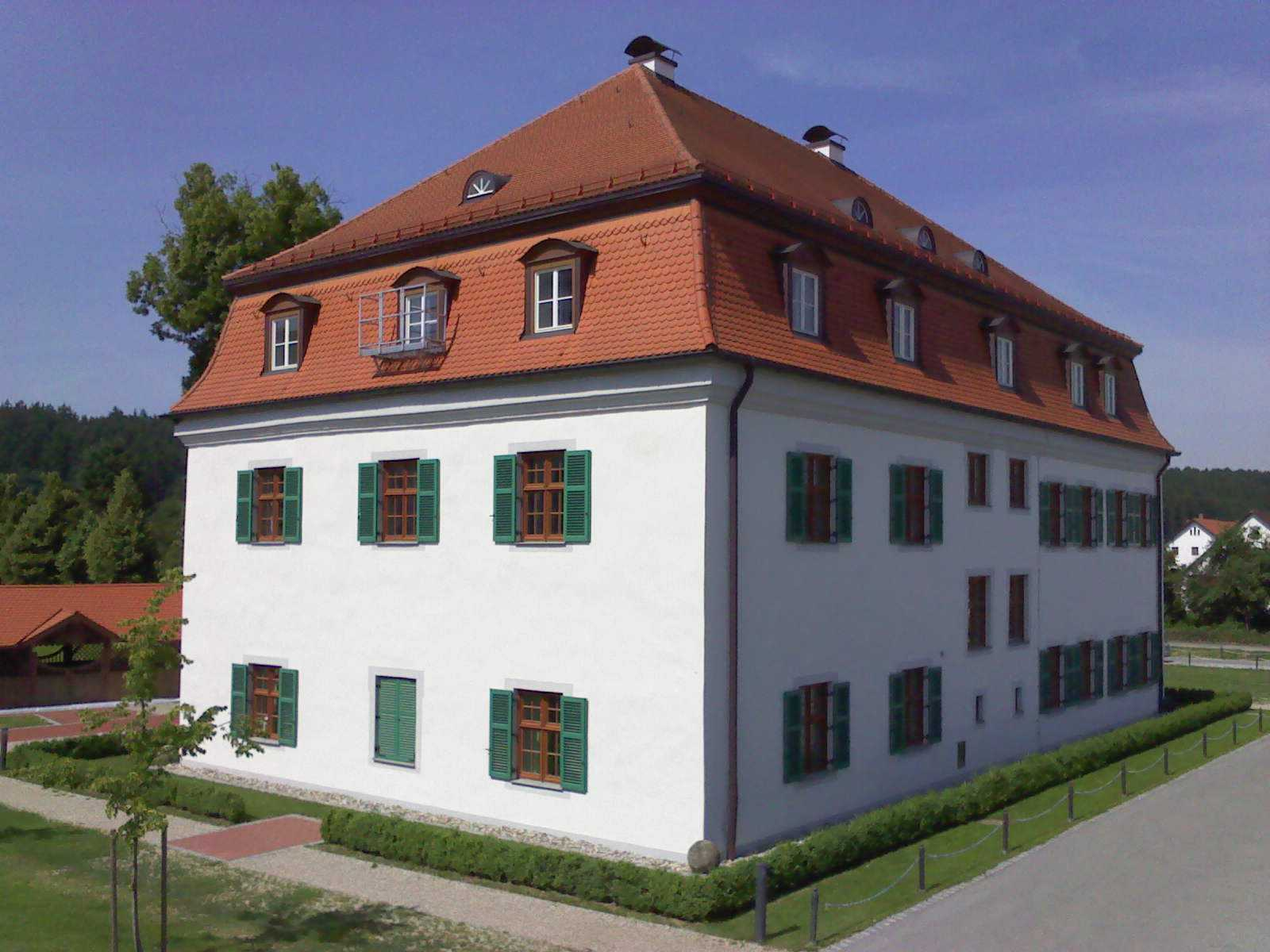
Schloss in Mauern

## Vereine
Mit der Freiwilligen Feuerwehr Mauern, der Altschützengesellschaft Mauern, der Narrhalla Mauern, der SpVgg Mauern, der KLJB Mauern, dem Gartenbauverein Mauern, dem TC Mauern, dem Skiclub Mauern, dem Maibaumverein Mauern und der KSK Mauern gibt es zehn Vereine, die sich in die Dorfgemeinschaft einbringen.

## Persönlichkeiten
- Johann Kaspar Basselet von La Rosée (1710–1795), General der Bayerischen Armee
- Michael Hartig (1878–1960), Kunsthistoriker und katholischer Theologe
- Aloys Basselet von La Rosée (1747–1826), Beamter, Richter, Freimaurer